# Nicola Fiorenza
Nicola (Nicolò) Fiorenza (Napoli, 1700 circa – Napoli, 13 aprile 1764) è stato un compositore e violinista italiano.

## Biografia
Maestro napoletano del XVIII secolo che contribuì alla fervida attività musicale della città partenopea che si presentava come uno dei centri musicali europei più importanti, con i suoi teatri, le sue accademie e soprattutto i numerosi conservatori della città, divenuti fucina di musicisti e virtuosi sin dalla metà del Seicento.
La figura di Nicola Fiorenza,  uscita proprio in questi anni dall'oblio, non passò affatto inosservata ai suoi contemporanei:"Tra i Maestri di Violino io vi conobbi circa 35 anni indietro il valente professore D. Nicolò Fiorenza, il quale faceva delle ottime sinfonie così piene d'estro, e di grazie, che dopo quelle, soltanto le sublimi produzioni di musica veramente pindarica del Signor Haiden Tedesco, me ne anno (sic!) risvegliata la memoria..." .<Descrizione della Città di Napoli, tomo III, pp.201-202, Giuseppe Sigismondo,Ed. fratelli Terres,1789 > Le sue composizioni risalgono a un periodo che spazia dal 1727 al 1738. Dal 1734 al 1740 suonò nella Real Cappella e con l'orchestra del Teatro San Bartolomeo; a partire dal 1743 fu docente di violino, violoncello e contrabbasso presso il Conservatorio di Santa Maria di Loreto.
Non molte sono le composizioni rimaste di questo musicista dal carattere difficile, ma la loro qualità e la forte personalità che traspare le rendono certamente fra le più interessanti fra quelle prodotte a Napoli nel primo Settecento.

## Stile
A Fiorenza sono riconducibili una trentina di composizioni, in gran parte brani strumentali, contraddistinti da una grande libertà formale in cui s'innestano e si succedono momenti di ampio lirismo a trovate ritmiche fortemente contrastanti e non di rado bizzarre che dovevano costituire una delle caratteristiche della personalità di Fiorenza.